# 印尼窄額魨
印尼窄額魨為輻鰭魚綱魨形目四齒魨亞目四齒魨科的其中一種，為熱帶海水魚，分布於東印度洋印尼及澳洲西北部海域，棲息深度50-60公尺，體長可達13公分，棲息在沿岸底層水域，生活習性不明，具有毒性。